# Euchromadora atypica
Euchromadora atypica is een rondwormensoort uit de familie van de Chromadoridae.